# Зарафьянц, Евгений Львович
Евгений Львович Зарафьянц (род. 1959, Новосибирск, РСФСР) — пианист. Учился в консерватории имени Глинки в Горьком. Позднее Зарафьянц преподавал в консерватории в Нижнем Новгороде . Его записи включают Прелюдии Александра Скрябина и клавирные сонаты Доменико Скарлатти. В 1993 году был удостоен второй премии на Международном конкурсе сольных пианистов имени Иво Погорелича в зале Ambassador Auditorium в Пасадене, Калифорния.

## Дискография
- Art & Music: Klimt - Music of His Time. Naxos
- Scarlatti: Keyboard Sonatas, Vol. 6. Naxos
- Scriabin: Preludes, Vol 1. Naxos
- Scriabin: Preludes, Vol. 2. Naxos
- Rachmaninov Piano Sonata No. 1, etc.. ALM Records
- Rachmaninov Piano Sonata No. 2, and preludes by Rachmaninov and Bach. ALM Records
- Beethoven: Piano Sonata No.14, 26 . Esoteric
- Chopin: Ballade No.1, Scherzo No.1, 2. Esoteric